# カム・バック・トゥ・ミー (ジャネット・ジャクソンの曲)
「カム・バック・トゥ・ミー」(Come Back to Me)は、ジャネット・ジャクソンの楽曲で、4枚目のスタジオ・アルバム『リズム・ネイション1814』から5枚目のシングルとしてリリースされた。

## 解説
ミュージック・ビデオの監督はドミニク・セナが務め、のちに実生活で結婚するレネ・エリゾンド・ジュニアが相手役として出演している。
スペイン語バージョンの「ベルベ・ア・ミ」も制作された。

## 収録曲
日本盤 3"シングル
1. カム・バック・トゥ・ミー
2. ベルベ・ア・ミ